# Zama (pel·lícula)
Zama és una pel·lícula argentina dramàtica de 2017 escrita i dirigida per Lucrecia Martel. El guió està basat en el llibre homònim de l'escriptor mendocino Antonio Di Benedetto. Va ser seleccionada per a representar a l'Argentina en la 90a edició dels Premis Oscar en la categoria Millor pel·lícula de parla no anglesa.

## Sinopsi
Diego de Zama, un funcionari americà de la Corona espanyola, espera una carta del Rei que l'allunyi del lloc de frontera en el que es troba estancat. La seva situació és delicada. Ha de cuidar-se que res enteli aquesta possibilitat. Es veu obligat a acceptar amb submissió qualsevol tasca que li ordenin els Governadors que es van succeint mentre ell roman. Alguns anys transcorren i la carta mai arriba. En advertir que en l'espera ha perdut tot, Zama decideix sumar-se a una partida de soldades i partir a terres llunyanes a la recerca d'un perillós bandit. Lliure de les seves esperances de trasllat i ascens, sabent-se en perill, descobreix que l'única cosa que desitja és viure. Potser pot aconseguir-ho.

## Producció
La pel·lícula fou produïda per Rei Cine (Argentina) i Bananeira Films (Brasil) i coproduïda per una àmplia gama de productores de països diferents: El Deseo (Espanya), MPM Film (França), Patagonik Film Group (Argentina), Louverture Films (Estats Units), Canana (Mèxic), Lemming Film (Països Baixos), O Som e a Fúria (Portugal), KNM (Suïssa), Picnic Producciones (Argentina) i Nederlands Filmfonds (Països Baixos); quant a les vendes internacionals de la pel·lícula queden a càrrec de la companyia The Match Factory. Les locacions es desenvolupen a Formosa, Corrientes (Empedrado) i Buenos Aires.
Anava a estrenar-se en 2016, però els productors van anunciar en un comunicat que es faria en 2017 per motius personals de la directora que degué absentar-se quatre mesos, per la qual cosa la posproducción es va retardar.

## Repartiment
- Daniel Giménez Cacho com Don Diego de Zama.
- Lola Dueñas com Luciana Piñares de Luenga
- Matheus Nachtergaele com Vicuña Porto.
- Juan Minujín com Ventura Prieto.
- Nahuel Cano com Fernández.
- Daniel Veronese com el governador.
- Rafael Spregelburd com el capità Hipólito Parrilla.

## Tràiler
El 17 de febrer, una de les productores va donar el primer avançament o tràiler de la pel·lícula. Si bé a l'Argentina estava previst que s'estrenés al juny de 2017, els productors van triar esperar que la pel·lícula tingués la seva premiere a la Mostra Internacional de Cinema de Venècia, per la qual cosa l'estrena local es va retardar fins a fins de setembre de 2017.

## Recepció

### Crítica
Zama va rebre aclamació dels especialistes. Segons el lloc Todas Las Críticas (que recopila nombroses d'elles i les analitza per a donar una conclusió general), posseeix una qualificació de 82/100 basat en 41 crítiques, posicionant-se com una de les argentines més aclamades en la història de la pàgina (se situa tercera en el rànquing històric, per darrere d' El estudiante de Santiago Mitre i El acto en cuestión d'Alejandro Agresti). Molts dels crítics han coincidit a classificar-la com a "obra mestra". Des del portal Otros Cines, li va atorgar qualificació perfecta afegint que la cinta és "brillant". Emiliano Basile del web Escribiendo Cine, va esmentar en la seva avaluació: «La pel·lícula demostra la intel·ligència de... Martel per a dissenyar les escenes quirúrgicament i plasmar la seva visió particular de la història». I conclou: «la llarga espera per a tornar a retrobar-nos amb el seu cinema va valer la pena».
Nombroses publicacions internacionals van incloure a Zama encapçalant les seves llistes de les millors pel·lícules de l'any. La revista anglesa Sight & Sound va incloure a Zama en la seva TOP 25 de les millors del 2017, situant-la en el lloc 4. El portal estatunidenc IndieWire va posicionar a Zama com la "millor pel·lícula de 2018 ja vista" en referència a la seva estrena en sòl nord-americà per a aquest any. També encapçalà el rànquing anual de Film Comment i Reverse Shot, va ser finalista del premi a Millor Pel·lícula de la Federació Internacional de Premsa Cinematogràfica i inclosa entre les millors pel·lícules de l'any pel New York Times, les revistes New Yorker, Esquire, Vogue, Little White Lies, i el British Film Institute, entre altres desenes de publicacions i blogs especialitzats.

### Comercial
La cinta es va estrenar el 28 de setembre, dies després de la primera edició de la "Setmana del Cinema Argentí", que promou la difusió de la indústria nacional. Gràcies a aquest esdeveniment va aconseguir, en el seu primer cap de setmana, atreure a poc més de 29.000 espectadors, xifra que per a una pel·lícula independent resulta excel·lent, situant-se en el tercer lloc entre les més vistes. Amb aquests números, la pel·lícula de Martel va igualar en només quatre dies tot el recorregut comercial de La mujer sin cabeza, el seu treball anterior. Assolí els 95.054 espectadors.

## Premis i nominacions

### Participació en festivals de cinema
| Festival                      | Data d'esdeveniment                    | Categoria                      | Premi     | Ref.   |
| ----------------------------- | -------------------------------------- | ------------------------------ | --------- | ------ |
| Festival de Venècia           | 30 d'agost al 9 de setembre de 2017    | Secció oficial Fora de concurs | Nominat   | [ 26 ] |
| Festival de Toronto           | 7 al 17 de setembre de 2017            | Masters                        | Nominat   | [ 27 ] |
| Festival de Nova York         | 30 de setembre al 16 d'octubre de 2017 | Secció oficial                 | Nominat   | [ 28 ] |
| Festival de Londres           | 4 al 13 d'octubre de 2017              | Especial Presentació           | Nominat   | [ 29 ] |
| Festival de Busan             | 12 al 21 d'octubre de 2017             | Cine del Món                   | Nominat   | [ 30 ] |
| Festival Latin Beat de Tòquio | 5 d'octubre al 5 de novembre de 2017   | Millor pel·lícula              | Guanyador | [ 31 ] |
| Festival de Sevilla           | 3 a l'11 de novembre de 2017           | Menció especial del jurado     | Guanyador | [ 32 ] |
| Festival de l'Havana          | 8 al 17 de diciembre de 2017           | Secció oficial                 | Nominat   | [ 33 ] |
| Festival de l'Havana          | 8 al 17 de diciembre de 2017           | Millor direcció                | Guanyador | [ 33 ] |
| Festival de l'Havana          | 8 al 17 de diciembre de 2017           | Millor so                      | Guanyador | [ 33 ] |
| Festival de l'Havana          | 8 al 17 de diciembre de 2017           | Millor direcció artística      | Guanyador | [ 33 ] |

### Premis Platino
| Any  | Categoria                                  | Candidat                           | Resultat  |
| ---- | ------------------------------------------ | ---------------------------------- | --------- |
| 2018 | Millor pel·lícula Iberoamericana de Ficció | Zama                               | Nominat   |
| 2018 | Millor direcció                            | Lucrecia Martel                    | Nominat   |
| 2018 | Millor Interpretació Masculina             | Daniel Giménez Cacho               | Nominat   |
| 2018 | Millor muntatge                            | Karen Harley, Miguel Schverdfinger | Nominat   |
| 2018 | Millor guió                                | Lucrecia Martel                    | Nominat   |
| 2018 | Direcció d'Art                             | Renata Pinheiro                    | Guanyador |
| 2018 | Direcció de So                             | Guido Beremblum                    | Guanyador |
| 2018 | Millor fotografia                          | Rui Pocas                          | Guanyador |

### Premis Sur
Aquests premis seran entregats per l'Academia de las Artes y Ciencias Cinematográficas de la Argentina el 2018.
| Any  | Categoria                            | Candidat                     | Resultat  |
| ---- | ------------------------------------ | ---------------------------- | --------- |
| 2017 | Millor pel·lícula                    | Zama                         | Guanyador |
| 2017 | Millor director                      | Lucrecia Martel              | Guanyador |
| 2017 | Millor actor                         | Daniel Giménez Cacho         | Guanyador |
| 2017 | Millor actor de repartiment          | Juan Minujín                 | Nominat   |
| 2017 | Millor muntatge                      | Miguel Schverdfinger         | Guanyador |
| 2017 | Millor guió adaptat                  | Lucrecia Martel              | Guanyador |
| 2017 | Millor direcció d'art                | Renata Pinheiro              | Guanyador |
| 2017 | Millor disseny de vestuari           | Julio Suárez                 | Guanyador |
| 2017 | Millor so                            | Guido Beremblum              | Guanyador |
| 2017 | Millor fotografia                    | Rui Pocas                    | Guanyador |
| 2017 | Millor maquillatge i caracterització | Marisa Amenta Alberto Moccia | Guanyador |

### Premis Goya
Aquests premis seran entregats per la Acadèmia de les Arts i les Ciències Cinematogràfiques d'Espanya el 3 de febrer de 2018.
| Any  | Categoria                        | Candidat | Resultat |
| ---- | -------------------------------- | -------- | -------- |
| 2017 | Millor pel·lícula iberoamericana | Zama     | Nominat  |

### Premis Cóndor de Plata
Aquests premis seran lliurats per l'Asociación de Cronistas Cinematográficos de la Argentina en 2018.
| Any  | Categoria                            | Candidat                     | Resultat   |
| ---- | ------------------------------------ | ---------------------------- | ---------- |
| 2018 | Millor pel·lícula                    | Zama                         | Guanyadora |
| 2018 | Millor direcció                      | Lucrecia Martel              | Guanyadora |
| 2018 | Millor Actor                         | Daniel Giménez Cacho         | Nominada   |
| 2018 | Millor Actor de Repartiment          | Juan Minujín                 | Nominada   |
| 2018 | Revelació masculina                  | Nahuel Cano                  | Nominada   |
| 2018 | Millor muntatge                      | Miguel Schverdfinger         | Nominada   |
| 2018 | Millor guió Adaptat                  | Lucrecia Martel              | Guanyadora |
| 2018 | Millor disseny d'art                 | Renata Pinheiro              | Guanyadora |
| 2018 | Millor disseny de vestuari           | Julio Suárez                 | Guanyadora |
| 2018 | Millor so                            | Guido Beremblum              | Guanyadora |
| 2018 | Millor fotografia                    | Rui Pocas                    | Guanyadora |
| 2018 | Millor maquillatge i caracterització | Marisa Amenta Alberto Moccia | Guanyadora |

### Premis Cinema Tropical
La pel·lícula va rebre el premi a Millor pel·lícula per la prestigiosa organització artística basada en Nova York Cinema Tropical, única amb la missió d'honrar i visibilitzar el cinema d'autor llatinoamericà als Estats Units.

## El rodatge fet llibres
L'escriptora entrerriana Selva Almada va estar a càrrec de la realització d'una bitàcola oficial sobre el rodatge encarregada per Rei Cinema. Titulat El mono en el remolino (Apuntes sobre el rodaje de Zama), està compost per notes sobre el procés de filmació, entrevistes i altres apreciacions disposades per l'escriptora. Va ser escrit amb total llibertat narrativa i publicat setmanes abans de l'estrena per l'editorial Penguin Random House.
Addicionalment l'actor Rafael Spregelburd, encarregat d'encarnar al personatge del Capitán Parrilla, va dur a terme durant el rodatge de la pel·lícula a Formosa un diari personal com a part del seu entrenament, escrit des de la veu del propi Capitán Parrilla. La peça, en to humorístic i satíric, recull anècdotes variades del rodatge de la pel·lícula. Dos anys després de l'estrena de la pel·lícula va ser publicat per l'editorial Entropía.

## El documental sobre el darrere d'escena
En el transcurs de les últimes tres setmanes de rodatge de la pel·lícula el realitzador de cinema documental Manuel Abramovich va tenir accés al set de filmació i va registrar a Lucrecia Martel portant endavant les seves tasques de direcció, com així també als actors i a diferents membres de l'equip tècnic de la pel·lícula en interacció amb la realitzadora. Això va derivar un any més tard en una pel·lícula paral·lela, titulada "Años Luz", dirigida per Manuel Abramovich i produïda per Rei Cine. Interessant retrat documental de Lucrecia Martel durant el rodatge de Zama, la pel·lícula va ser convidada a participar del Festival Internacional de Cinema de Venècia en la prestigiosa secció Venice Classics, inaugurant així un llarg recorregut per festivals i cicles de cinema. També va ser presentada a l'Argentina en el MALBA.

## Estrena
| Any  | País         | Data           | Distribuïdora | Ref.   |
| ---- | ------------ | -------------- | ------------- | ------ |
| 2017 | Argentina    | 28 de setembre | Buena Vista   | [ 42 ] |
| 2017 | Uruguai      | 13 de juliol   | Buena Vista   | [ 43 ] |
| 2018 | Perú         | 1 de febrer    | Buena Vista   | [ 44 ] |
| 2018 | Espanya      | 26 de gener    | Buena Vista   | [ 45 ] |
| 2018 | Estats Units | 13 d'abril     | Strand        | [ 46 ] |